# Mirošov (Žďár nad Sázavou)
Mirošov (in tedesco Miroschau) è un comune ceco situato nel distretto di Žďár nad Sázavou, nella regione di Vysočina.